# Descente de croix
Pour les œuvres inspirées de cette scène, voir La Descente de Croix.

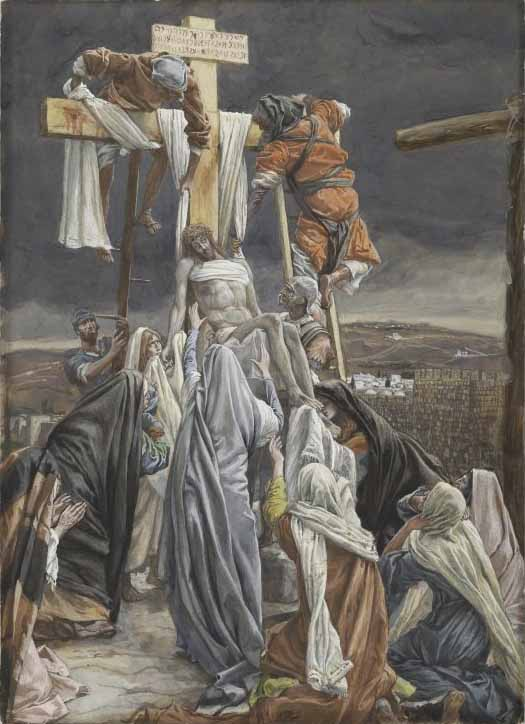
La Descente de croix de James Tissot.

La Descente de croix (grec : Ἀποκαθήλωσις, Apokathelosis) est un thème iconographique très populaire concernant Jésus après la Crucifixion. Si les Évangiles, après sa mort, s'étendent sur sa Mise au tombeau par Joseph d'Arimathie et Nicodème (ainsi en Jn 19:38-42 et textes parallèles), ils ne disent rien à propos de la descente de son corps de la croix, qui est la treizième station du Chemin de croix. Ce thème inspira néanmoins de très nombreux artistes.

## Définition

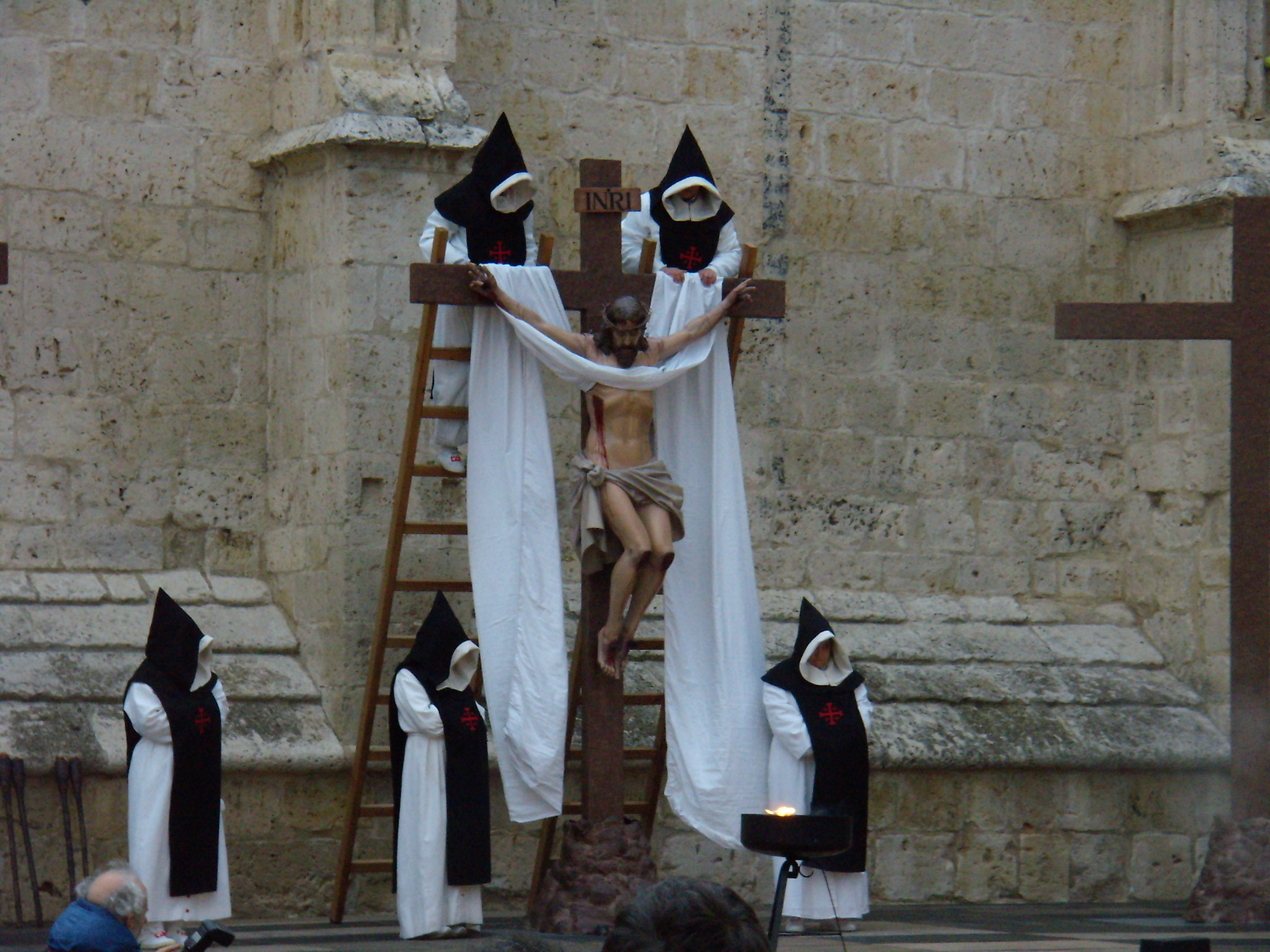
Semaine sainte de Palencia (2007).

D’après le dictionnaire Le Robert, la descente de croix est la représentation du Christ au moment de son enlèvement de la croix, et la déposition est la représentation de son corps après la descente.  Toutefois, ces deux termes sont souvent considérés comme des synonymes ; l'expression « descente de croix » serait cependant réservée aux représentations artistiques. On appelle aussi les représentations de ce moment « le dépôt ». Certaines scènes sont déduites de cette situation comme la Pietà, montrant Marie tenant Jésus mort dans ses bras, la Déploration ou les Lamentations sur le Christ mort.
Ce passage suit juste la mort du Christ et précède la Mise au tombeau,.

## Dans les Évangiles
La descente de croix a lieu le soir de la Crucifixion et Joseph d'Arimathie demande à Ponce Pilate l'autorisation d'emporter le corps de Jésus. Ponce Pilate, étonné que la mort soit arrivée si vite, demande la confirmation à Longin le Centurion qui perça le côté droit de Jésus avec la Sainte Lance. Il accorde à Joseph le droit de récupérer le corps. Ce dernier achète un linceul pour y envelopper le corps du Christ et se rend sur le mont Golgotha de même que Nicodème qui apporte un mélange de myrrhe et d’aloès.

## Iconographie
Le nombre de personnes présentes n'est pas fixé, mais de nombreux éléments sont récurrents.
La présence de Joseph d'Arimathie, Nicodème et Marie ne fait aucun doute. Selon les artistes, sont représentés l'apôtre Jean, Marie Madeleine, un groupe de femmes accompagnant Marie avec ses sœurs (Marc 15:40), des serviteurs aidant à descendre le corps du Christ, une foule de fidèles restés auprès de Jésus et les deux voleurs (larrons) crucifiés à ses côtés.
Les artistes offrent une richesse de décors différents comme Rogier van der Weyden qui encadre ses personnages sur un fond doré ou bien Fra Angelico qui propose une vue sur la cité.
Les détails de la composition varient selon les artistes mais certains éléments reviennent régulièrement : le crâne - en référence à celui d'Adam et à la colline de Golgotha (« le lieu du crâne ») -, la croix avec l’inscription INRI, souvent au centre des tableaux, bien qu'elle en soit parfois absente comme dans La Déposition de croix de Giotto. 
Concernant la position de son corps et son état, la tête est tombante et, souvent, sans la couronne d’épines qui lui a été retirée. Son corps sans souillure fait oublier les supplices et les stigmates qui lui ont été infligés avant sa crucifixion. Les stigmates sont même presque imperceptibles sur le tableau de Jacopo Pontormo. Le corps du Christ est descendu de la Croix à la force des bras, les protagonistes étant les uns sur des échelles, les autres au pied de la Croix pour le recevoir. Dans certains cas, les personnages s’aident d’un drap pour le soutenir.
De nombreux objets sont représentés tels que les clous (Arma Christi), la coupelle et l’éponge ayant servi à faire boire Jésus, sa couronne d’épines.  
Dans certaines œuvres, pour rappeler que ce moment touche au divin, les personnages peuvent porter des auréoles. Des colombes sont présentes comme figuration du Saint-Esprit, mais aussi des anges et parfois Dieu le Père lui-même.

## Représentation dans l’histoire de l'art

### Au Moyen Âge et à la Renaissance
Dans l'art byzantin, le sujet est devenu populaire au IXe siècle, et en Occident au Xe siècle. 
Au Moyen Âge, la tendance est de représenter le Christ sur une croix basse qui ne nécessite pas d'échelle pour la descente de la croix.
Avec la Renaissance, le sujet est devenu populaire pour les retables, notamment en raison des défis de la composition et l'adéquation de sa forme verticale. La croix devient haute et plus de personnes assistent à la scène afin d'ajouter de l'intensité dramatique. 

Au Moyen Âge et à la Renaissance
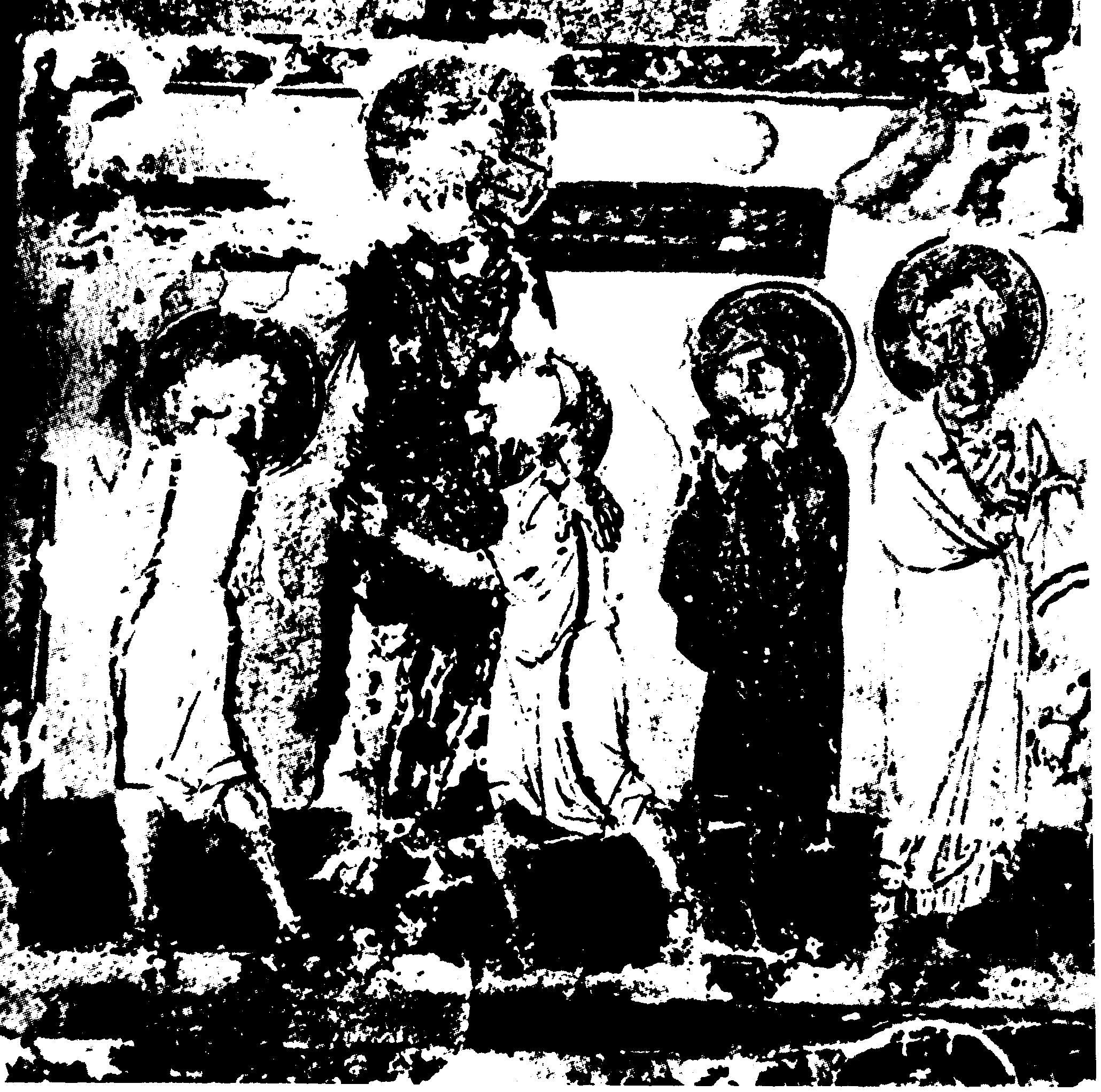
Codex de Grégoire de Nazianze vers 860-890.
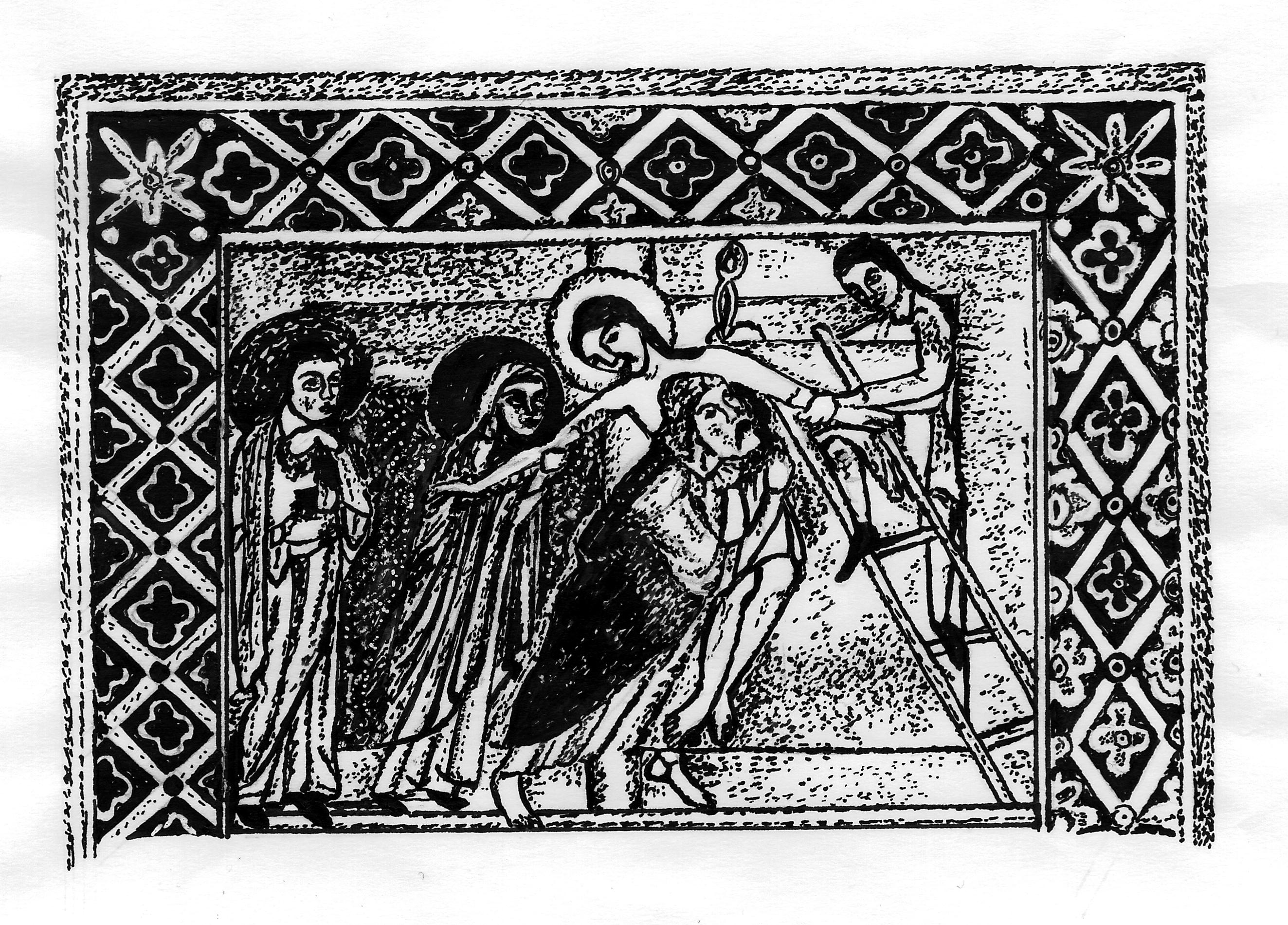
La Descente de la Croix de Roger d'Helmarshausen vers 1160
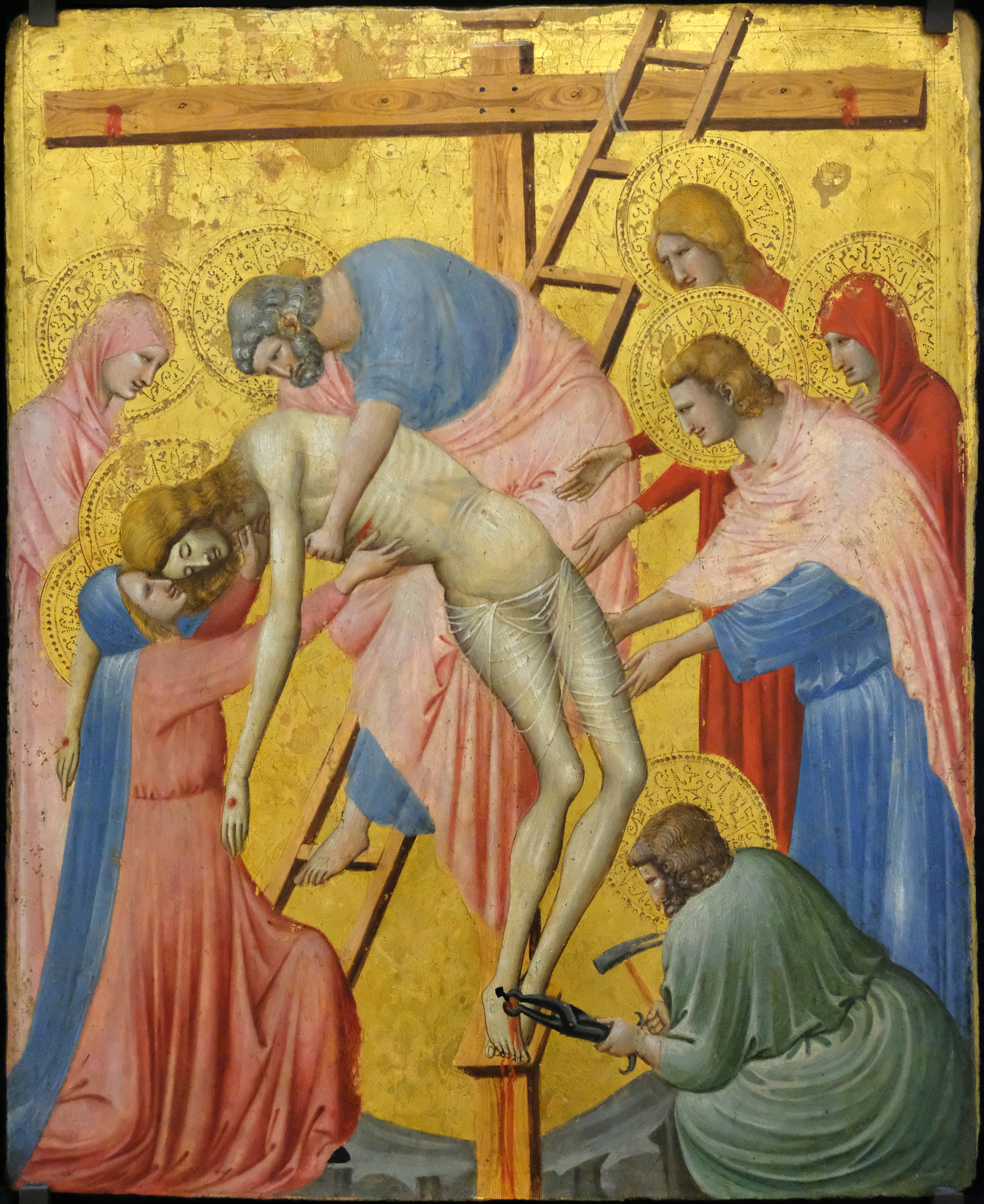
La Déposition de Croix de Pietro da Rimini (1325-1330)
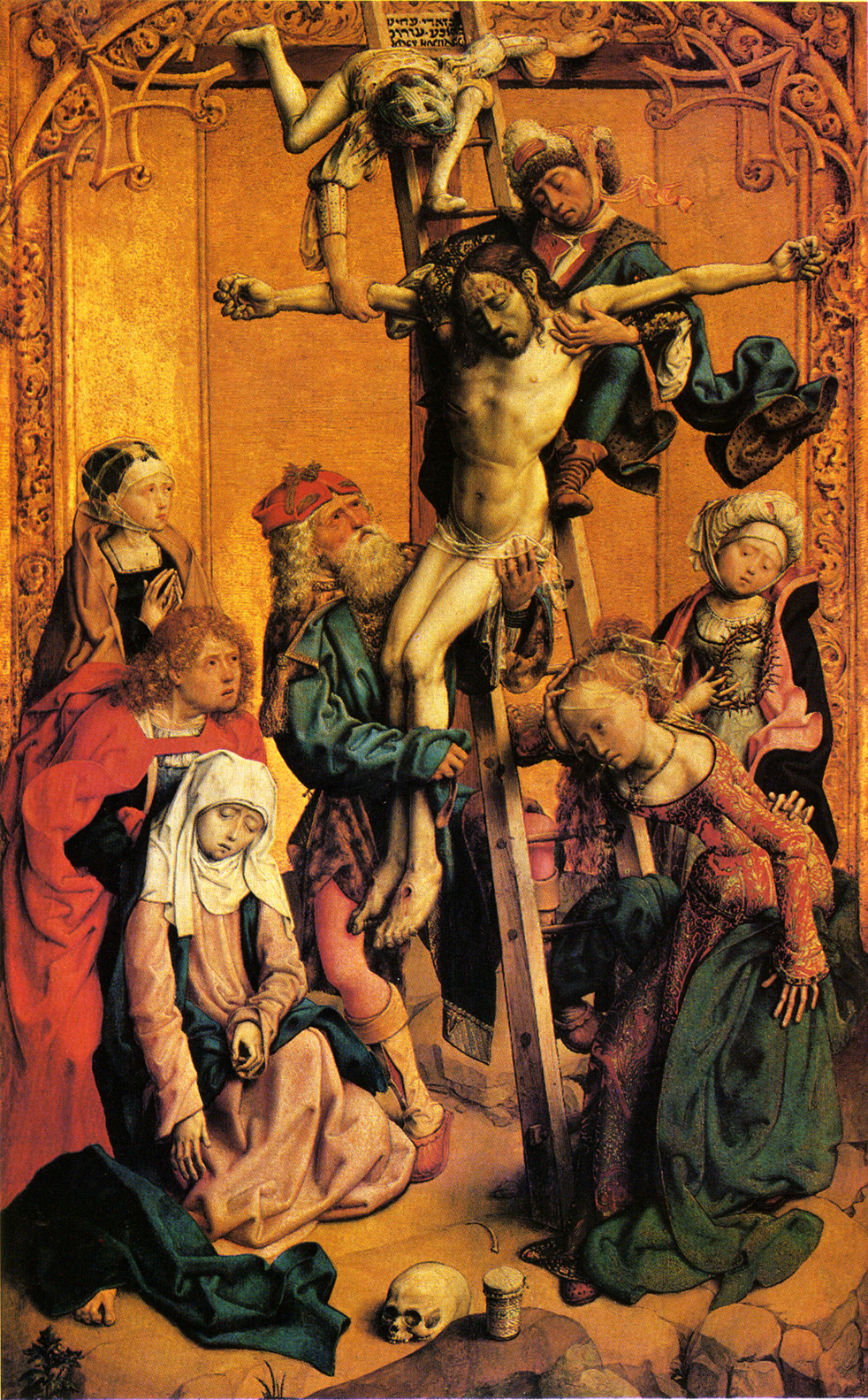
Descente de croix Maître du retable de Barthélémy
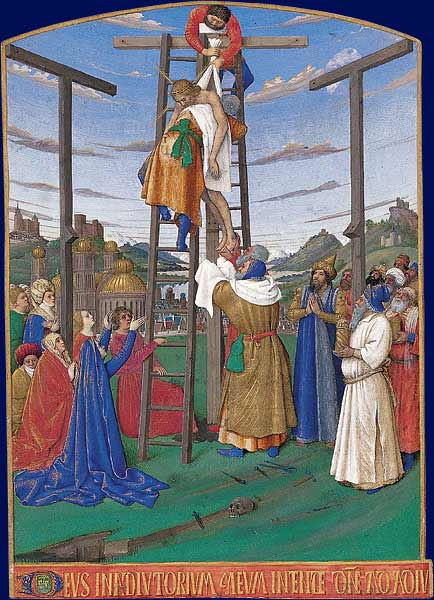
Livre d'heures d'Étienne Chevalier, enluminure par Jean Fouquet, entre 1452 et 1460.
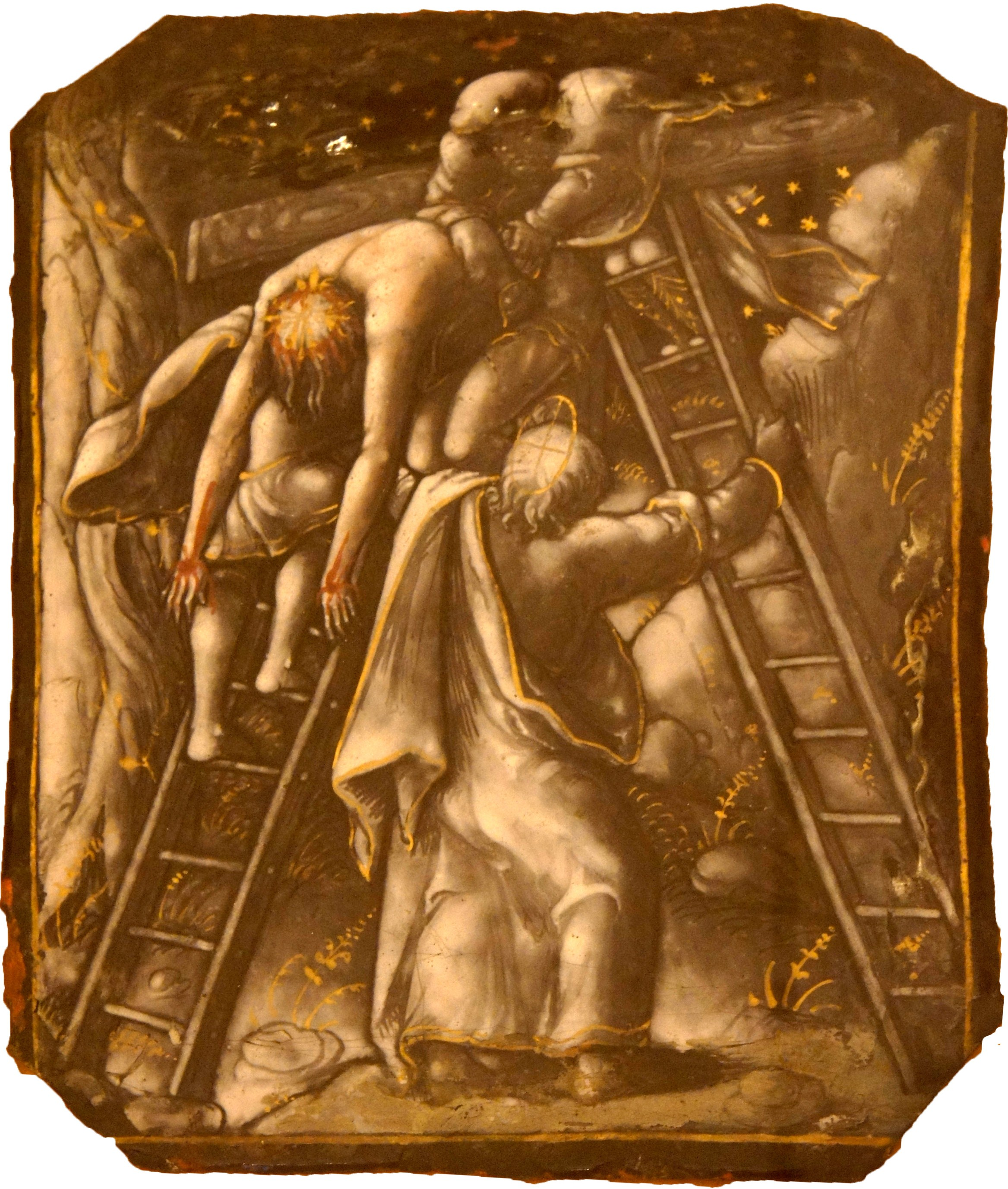
Colin Nouailher, plaque émaillée, XVIe siècle, Musée des beaux-arts et d'archéologie de Châlons-en-Champagne
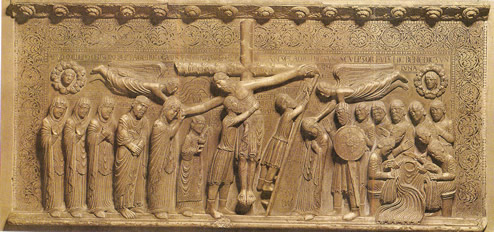
Benedetto Antelami 1178
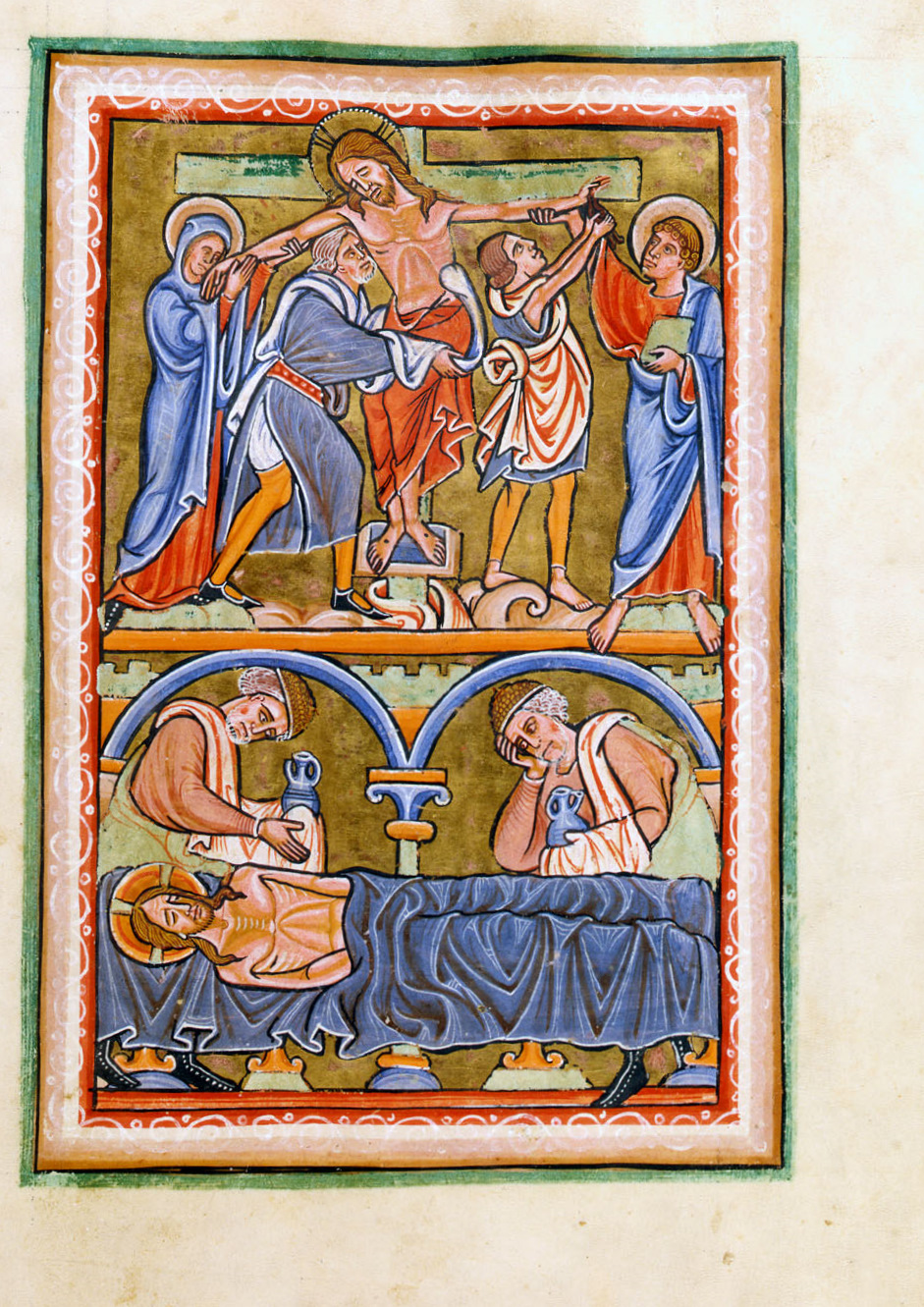
Psautier de Saint Louis de Leyde
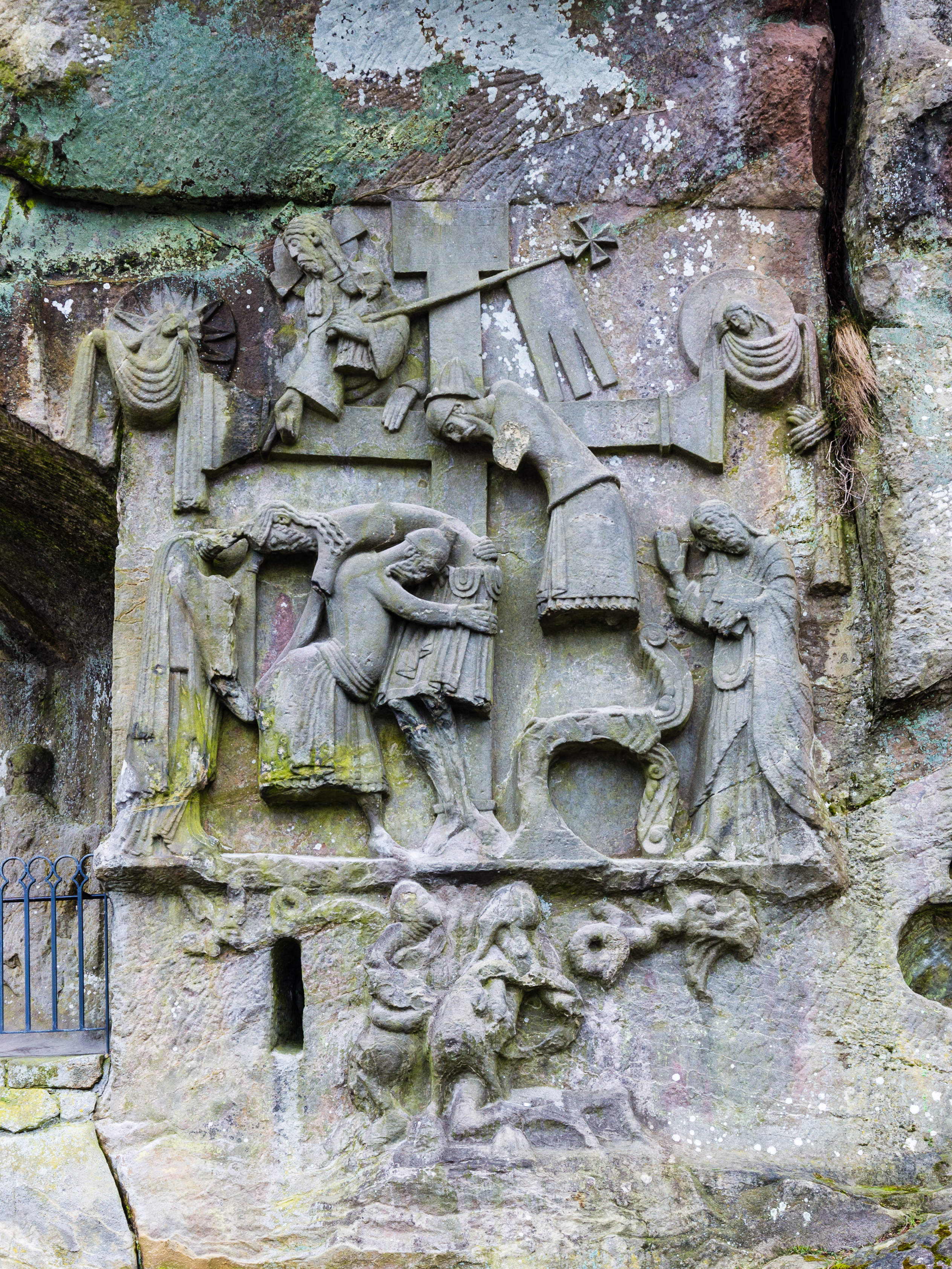
Bas-relief du XIIe siècle
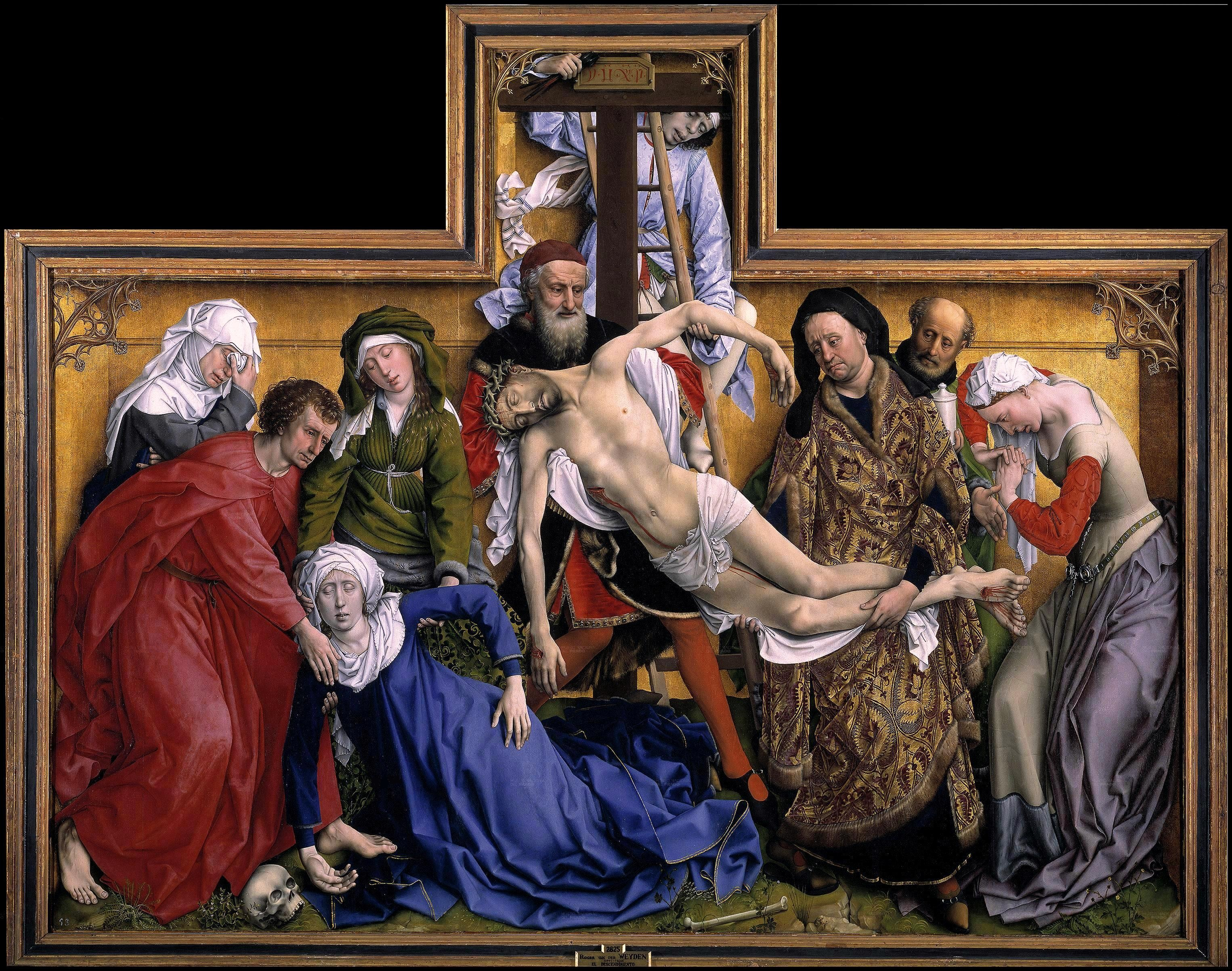
La Descente de Croix (Rogier van der Weyden)
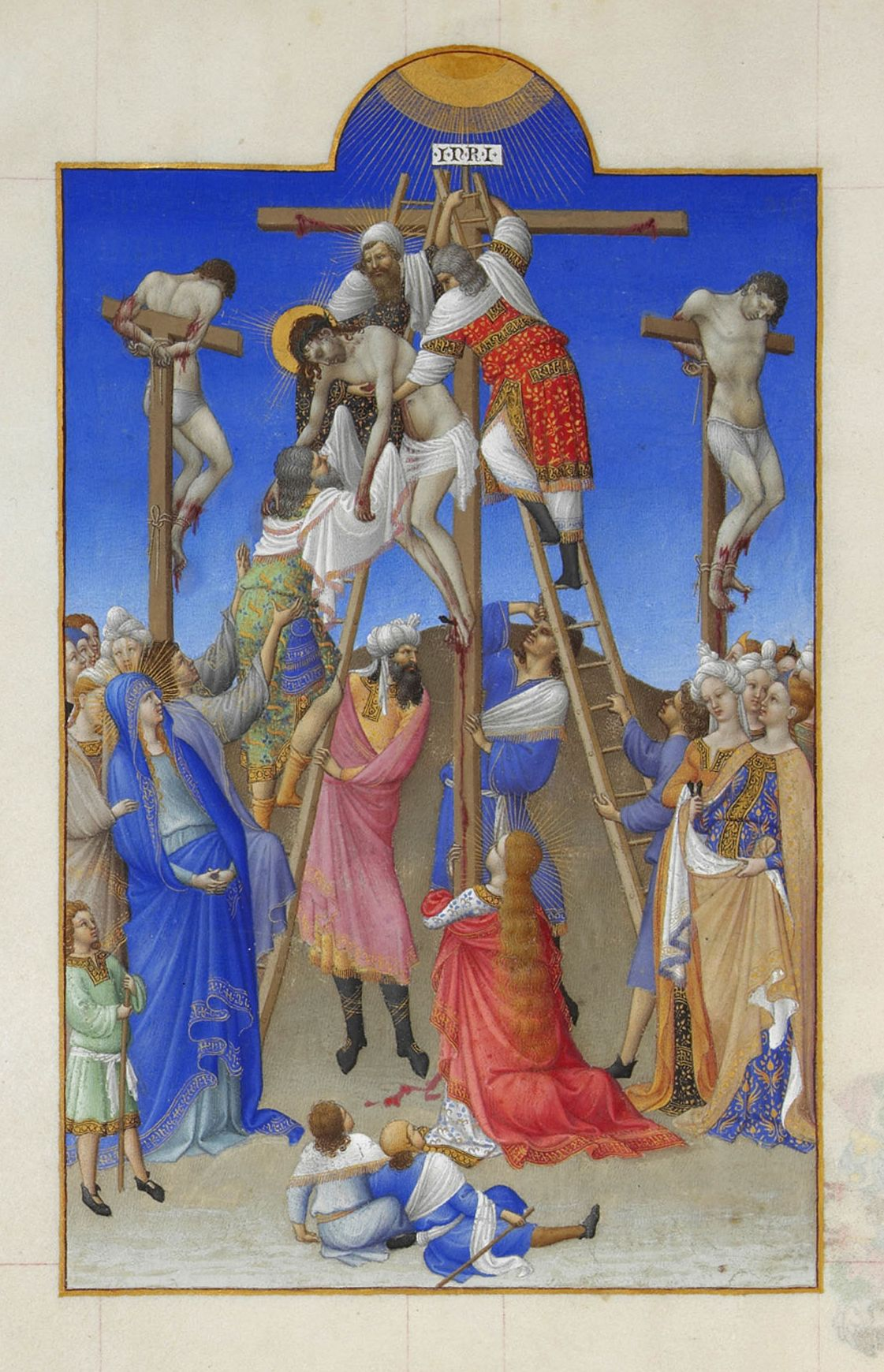
Les Très Riches Heures du duc de Berry
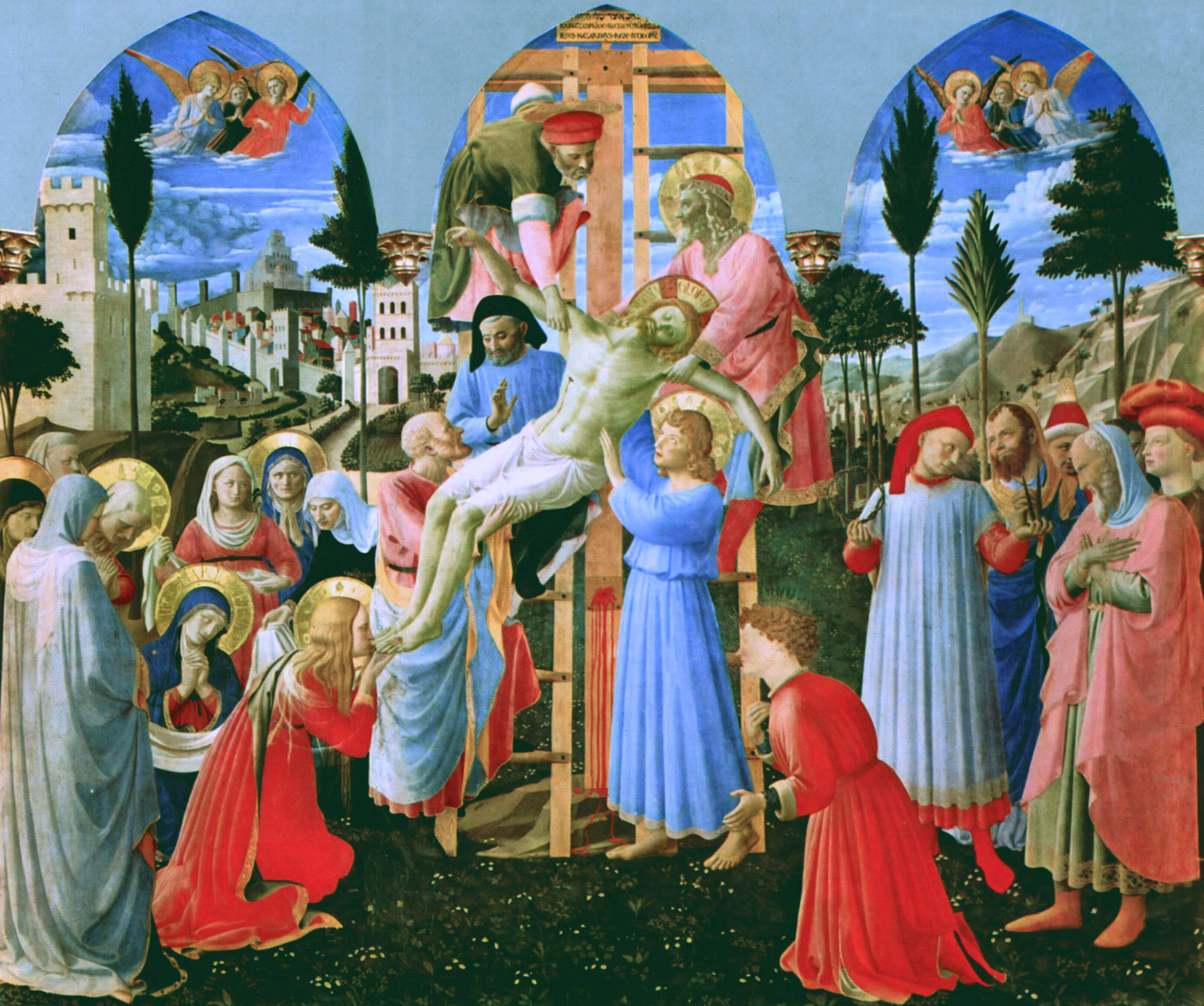
Descente de Croix (Fra Angelico)
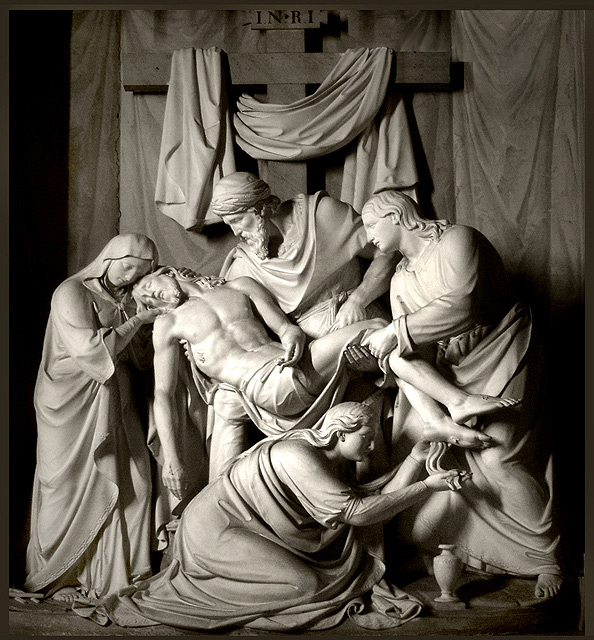
Église de la Trinité-des-Monts (Rome)
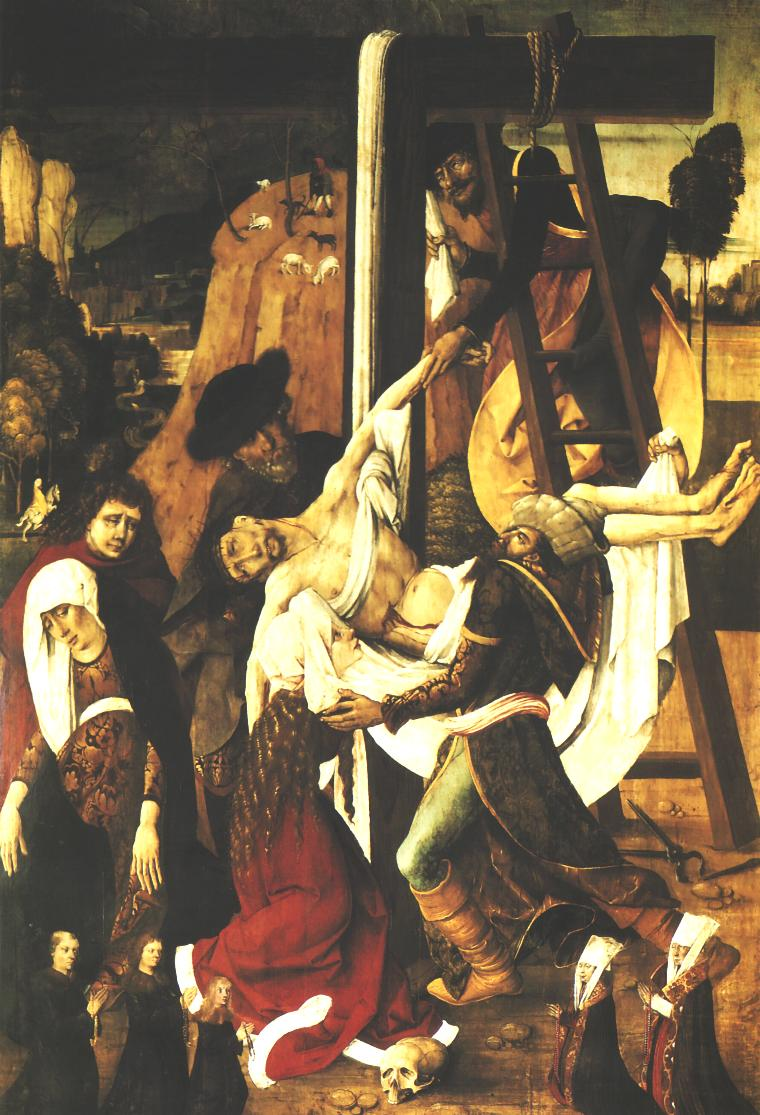
Musée diocésain de Pelpin, auteur poméranien vers 1495
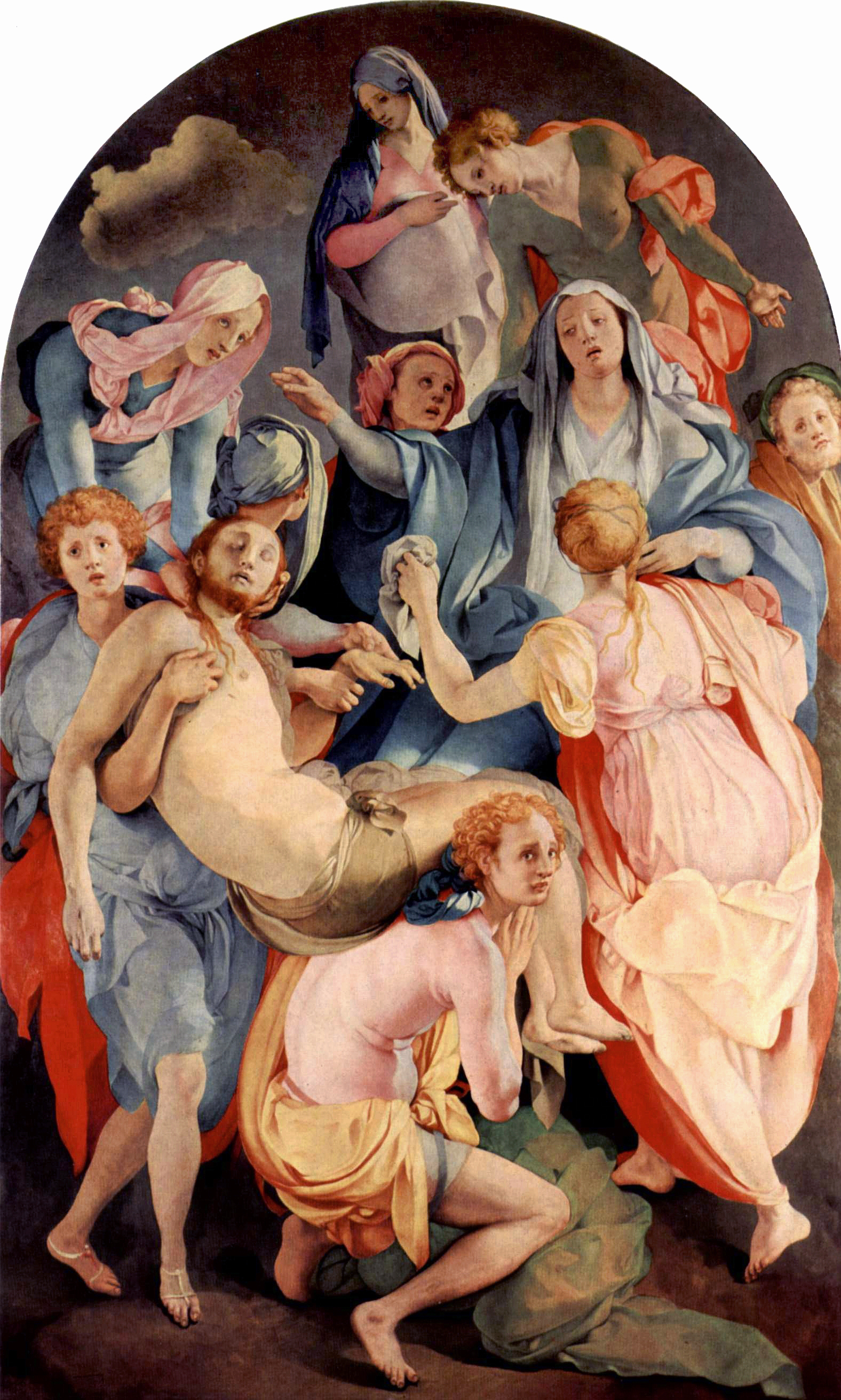
Jacopo Pontormo
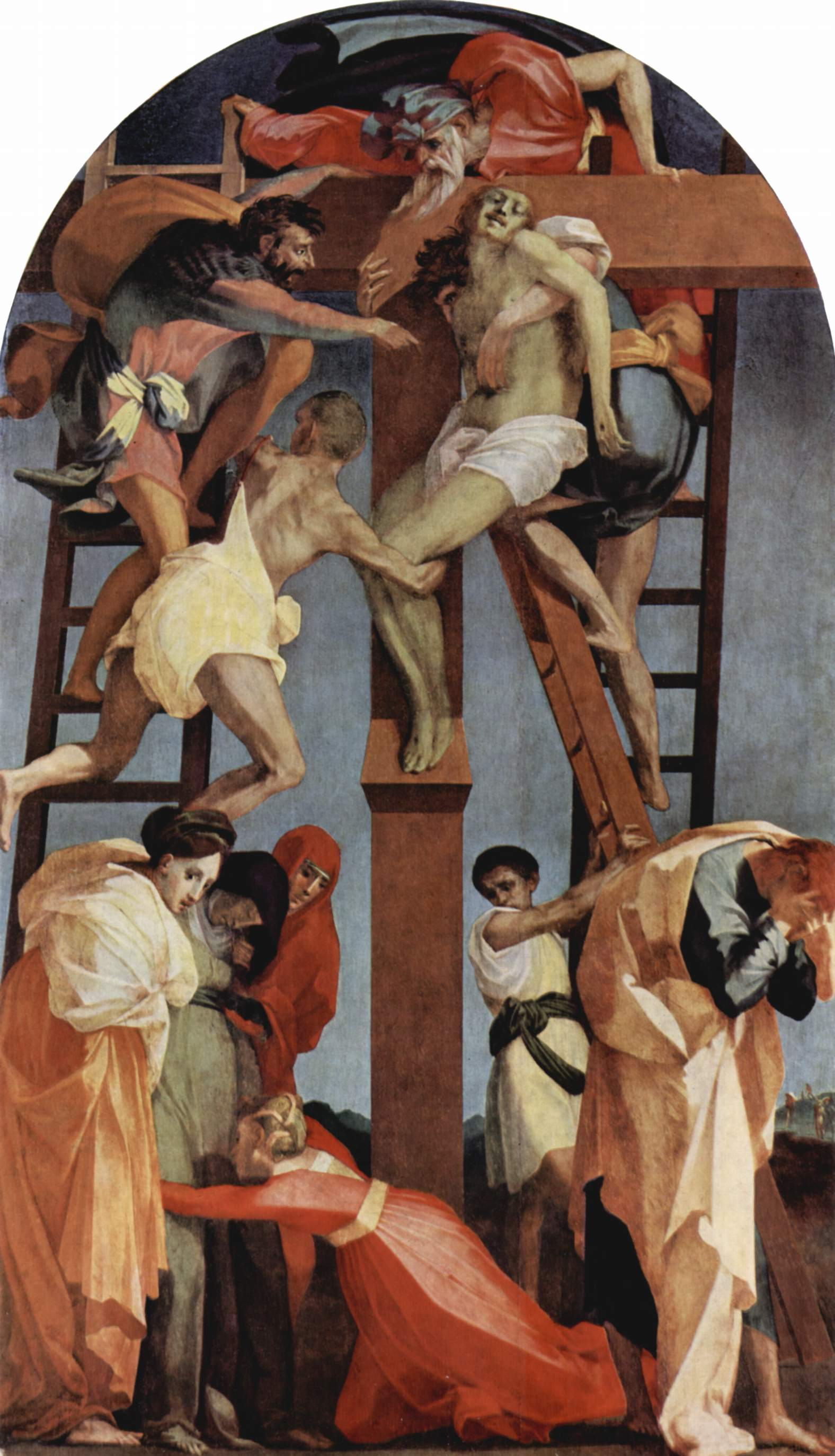
Rosso Fiorentino (1521)

### La Descente de croix par Rubens
Ce tableau peint entre 1612 et 1614 fait partie d'un triptyque dont il occupe le panneau central. Le panneau de gauche concerne la Visitation de la Vierge Marie au cours de laquelle Marie rend visite à sa cousine Élisabeth. Le panneau droit concerne la Présentation au Temple, le grand prêtre Siméon tenant l'enfant Jésus.
L'influence de la Renaissance italienne y est présente.

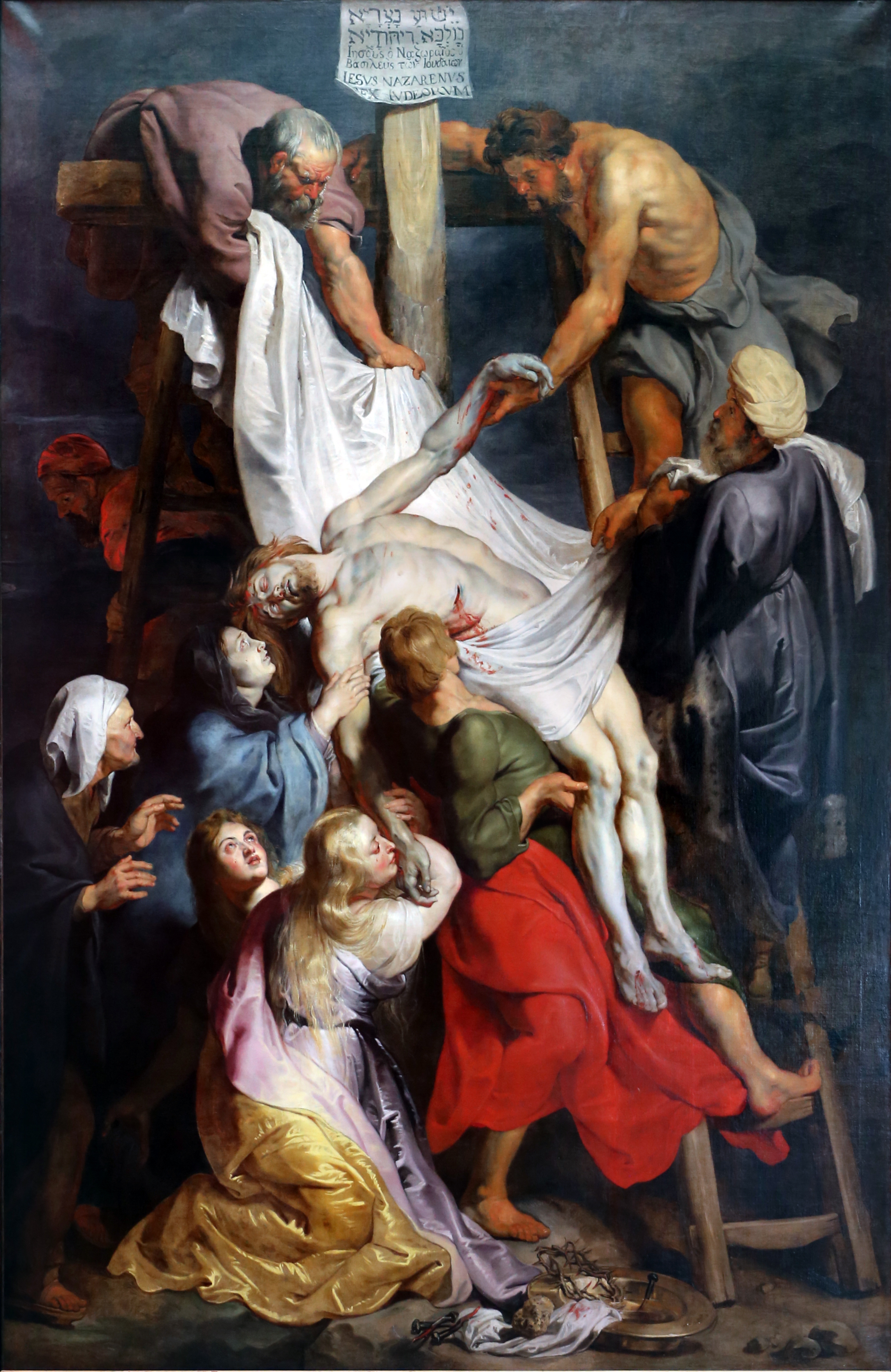
Descente de croix de Rubens, Palais des Beaux-Arts de Lille.

On trouve en France, dans le Nord-Pas-de-Calais, quatre autres Descentes de croix de Rubens (Lille, Arras, Valenciennes et Saint-Omer). L'interprétation en gravure conservée au palais Albertina de Vienne est attribuée à Jean Thouvenin.
La Descente de croix de Rubens a été commandée en 1611 par la corporation des arquebusiers pour être disposée dans la cathédrale Notre-Dame d'Anvers.

### Autres Descentes de la croix

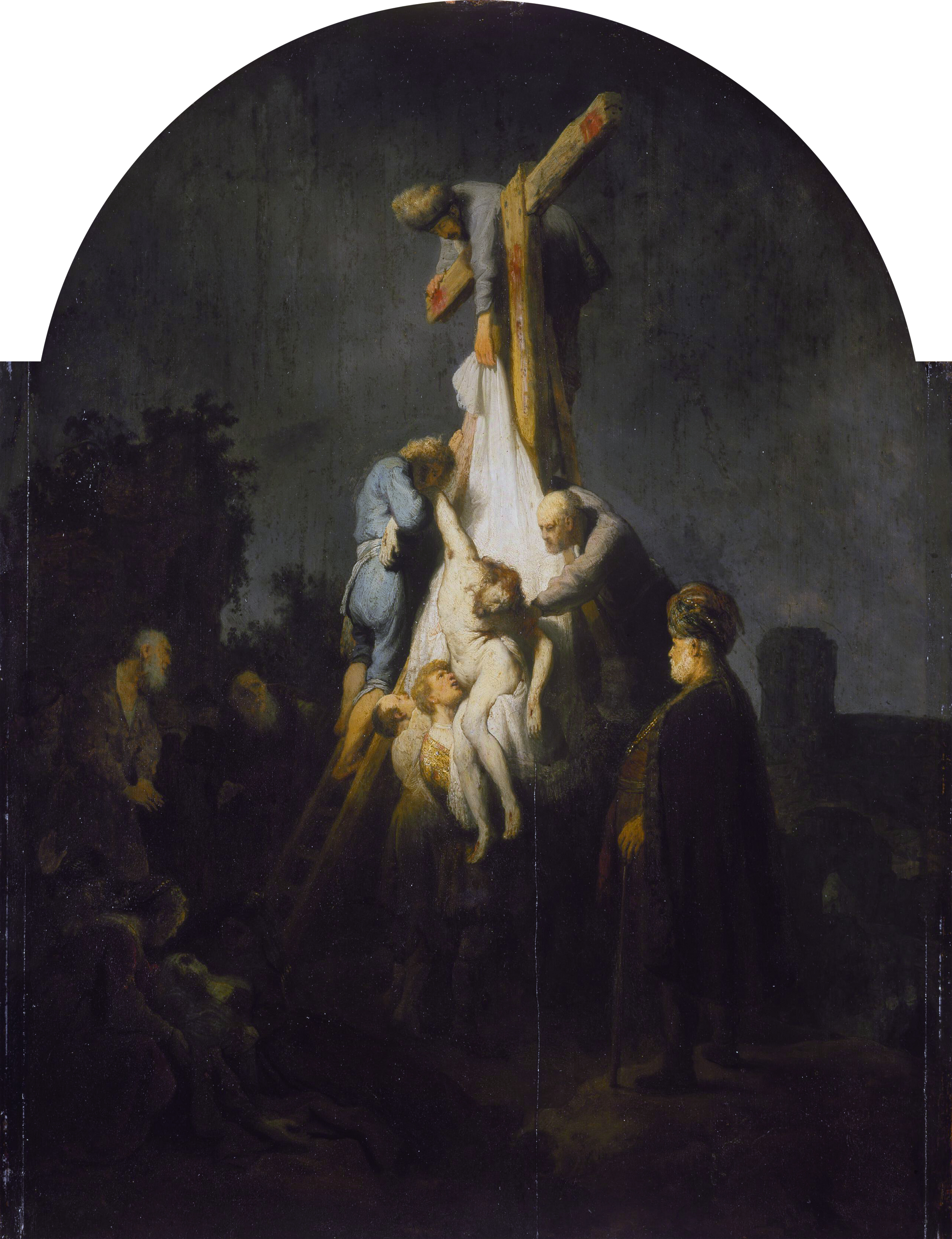
Rembrandt
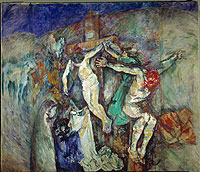
Descente de croix de Ludvig Karsten en 1925

### Déposition du Christ, Lamentations et Mises au tombeau
La Déposition de la croix est suivie de la Déploration du Christ.
Dans de rares cas, la Déposition est confondue avec le moment de la Mise au tombeau (ou même juste avant) ;  le corps du Christ est oint sur la pierre de la Déposition à l’entrée du Saint-Sépulcre.

Dépositions et Déplorations
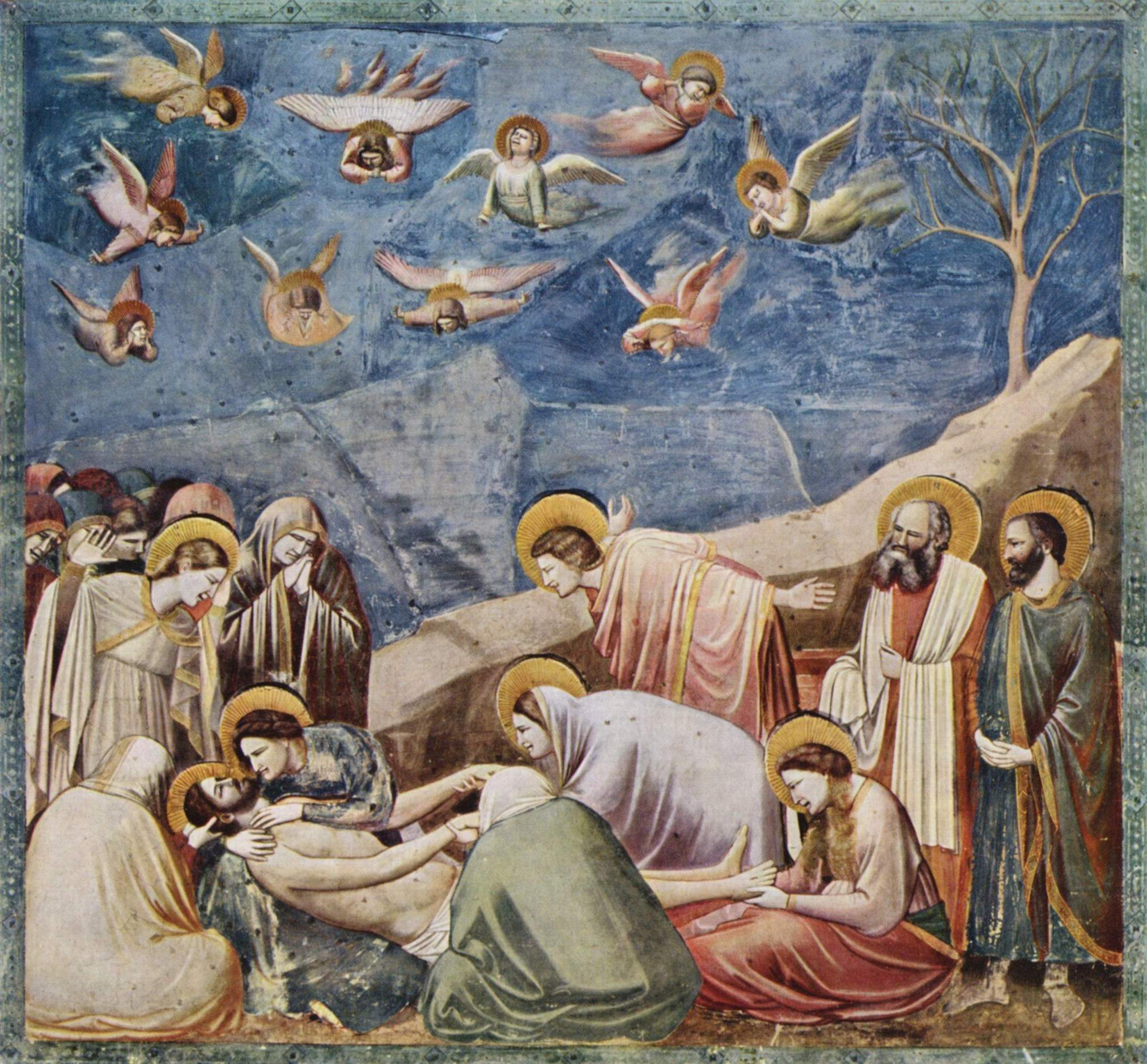
La Déposition de Croix (Giotto)
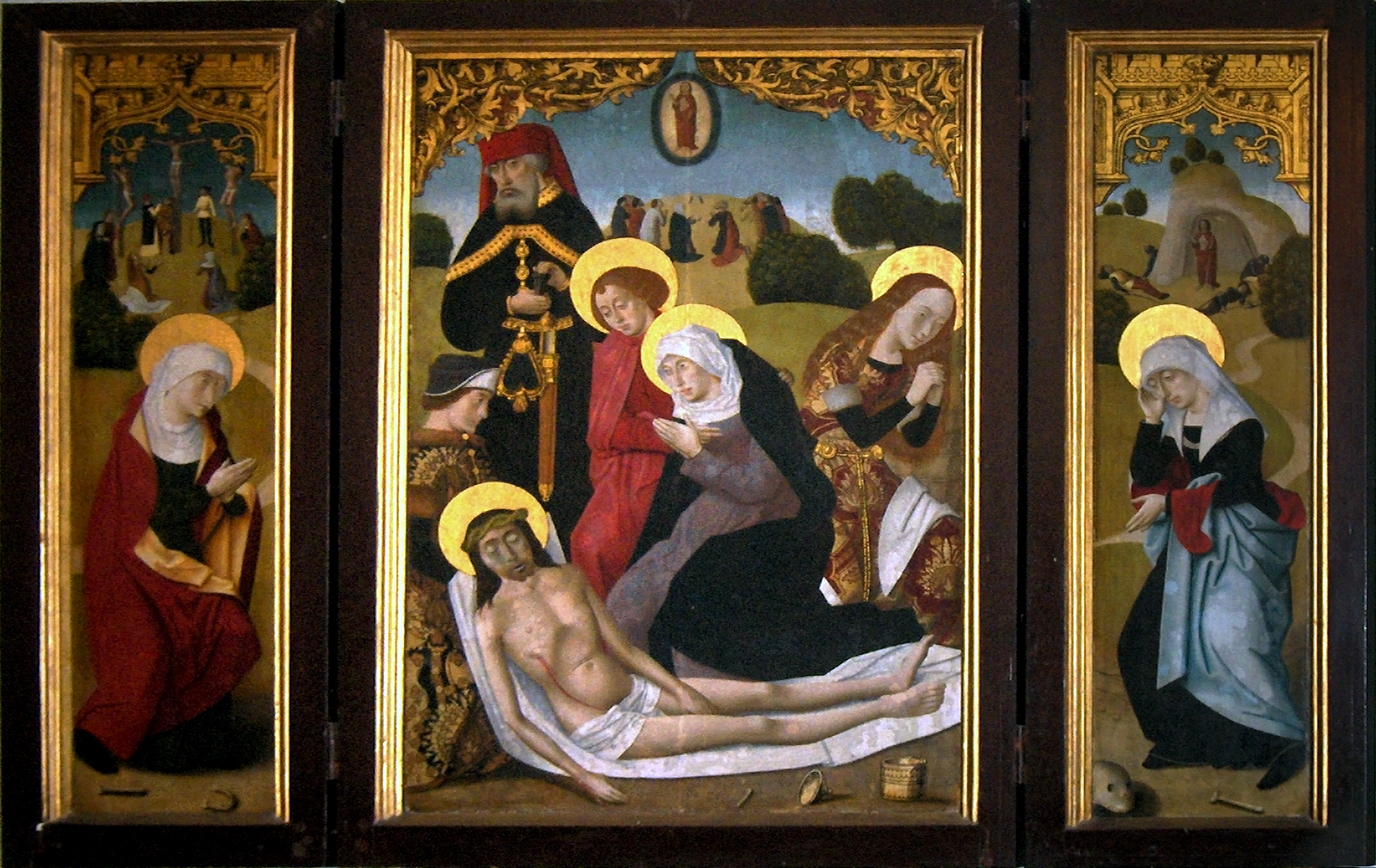
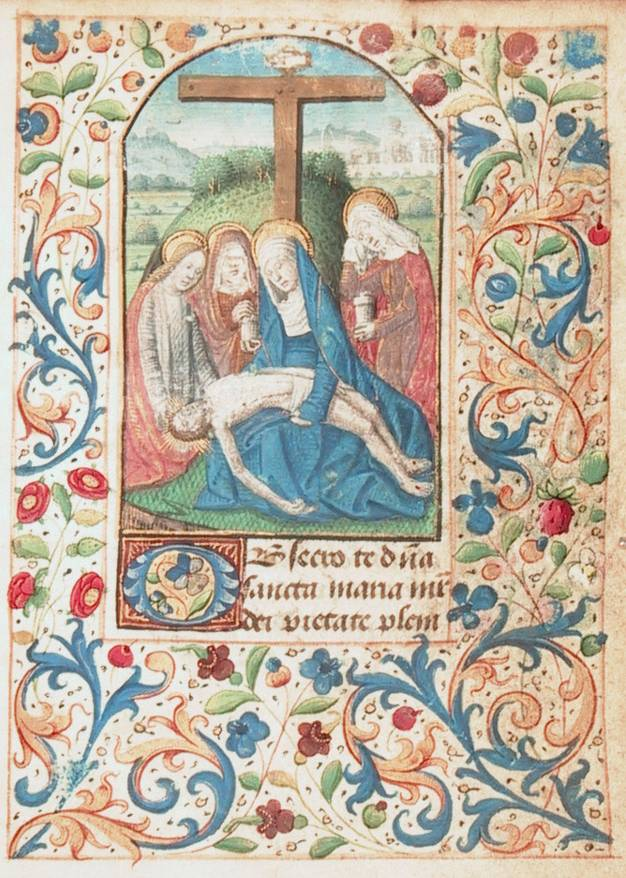
La Déposition de Croix d'un livre d'heures de la bibliothèque bodléienne
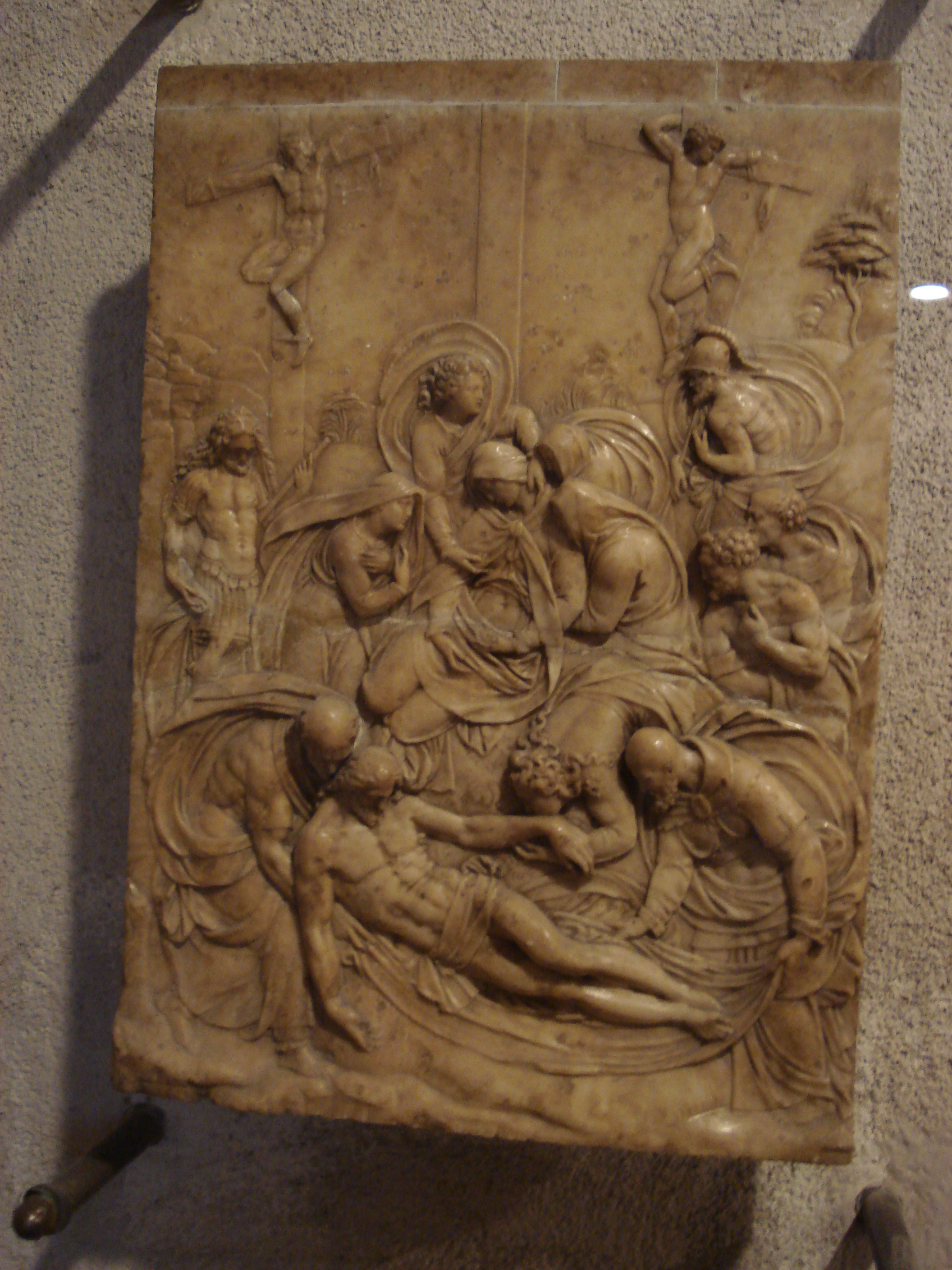
La Déposition de Croix (Guglielmo Della Porta), château Sforza, Milan
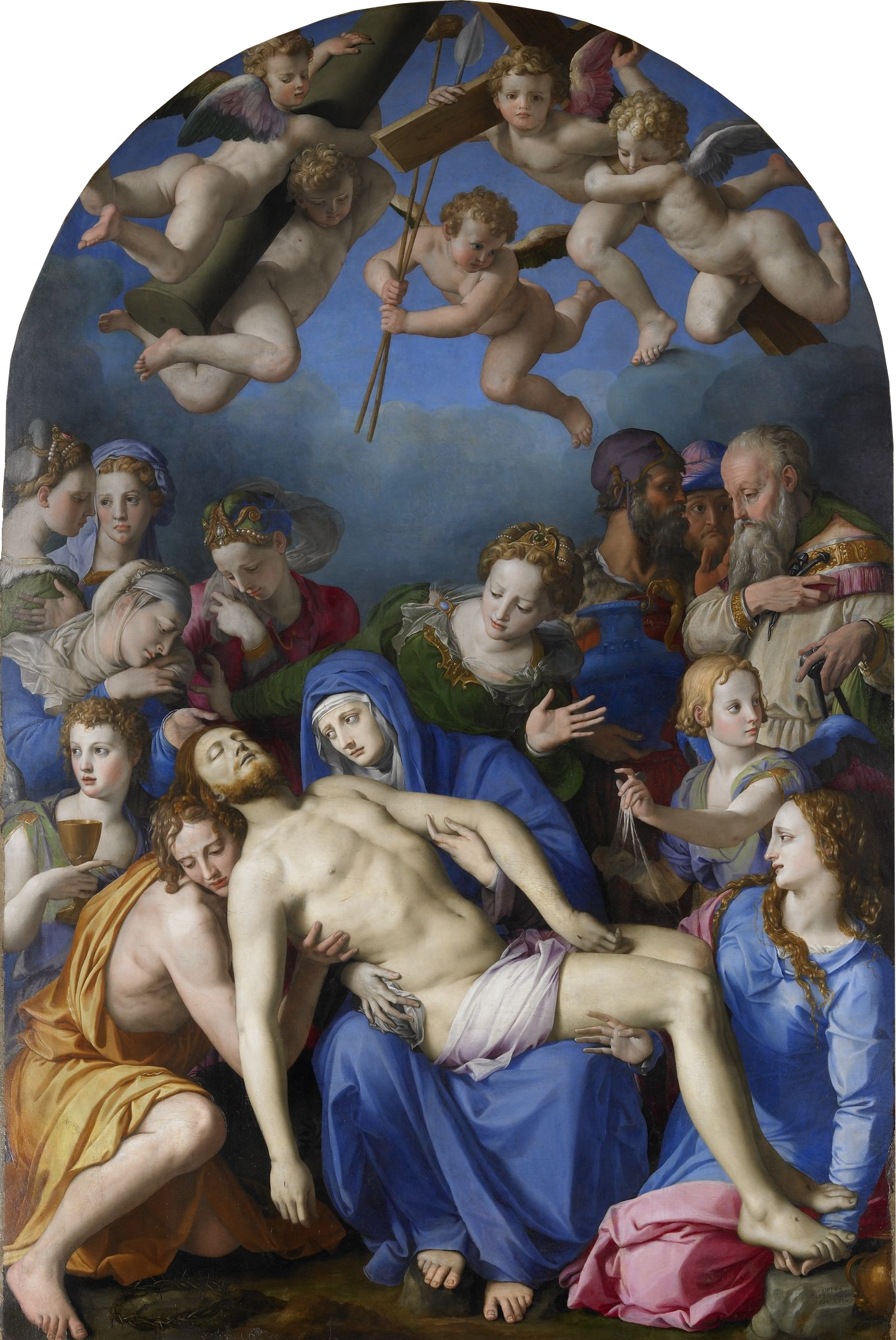
La Déposition de Croix (Bronzino)
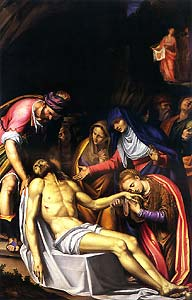
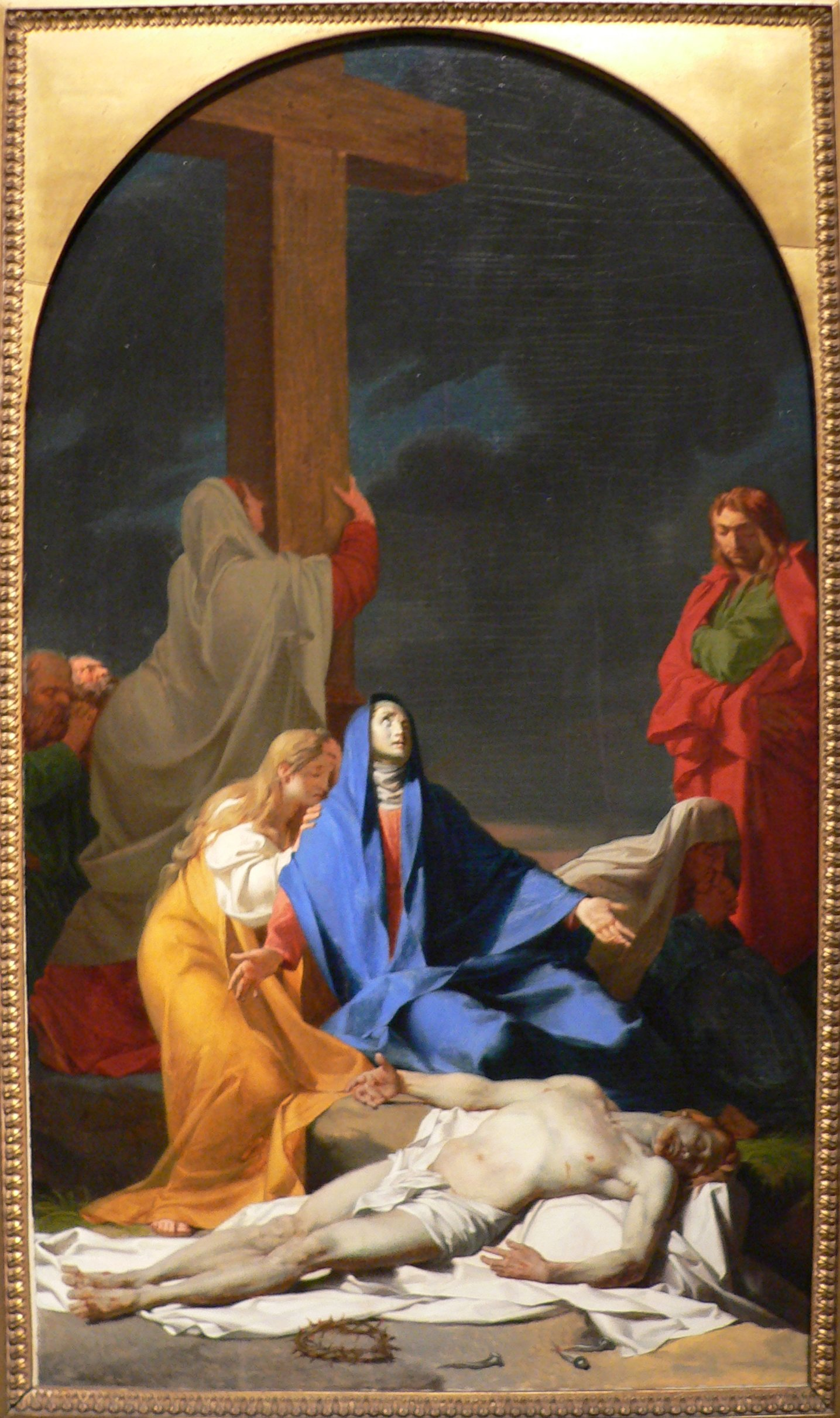
La Déposition de Croix (Regnault)
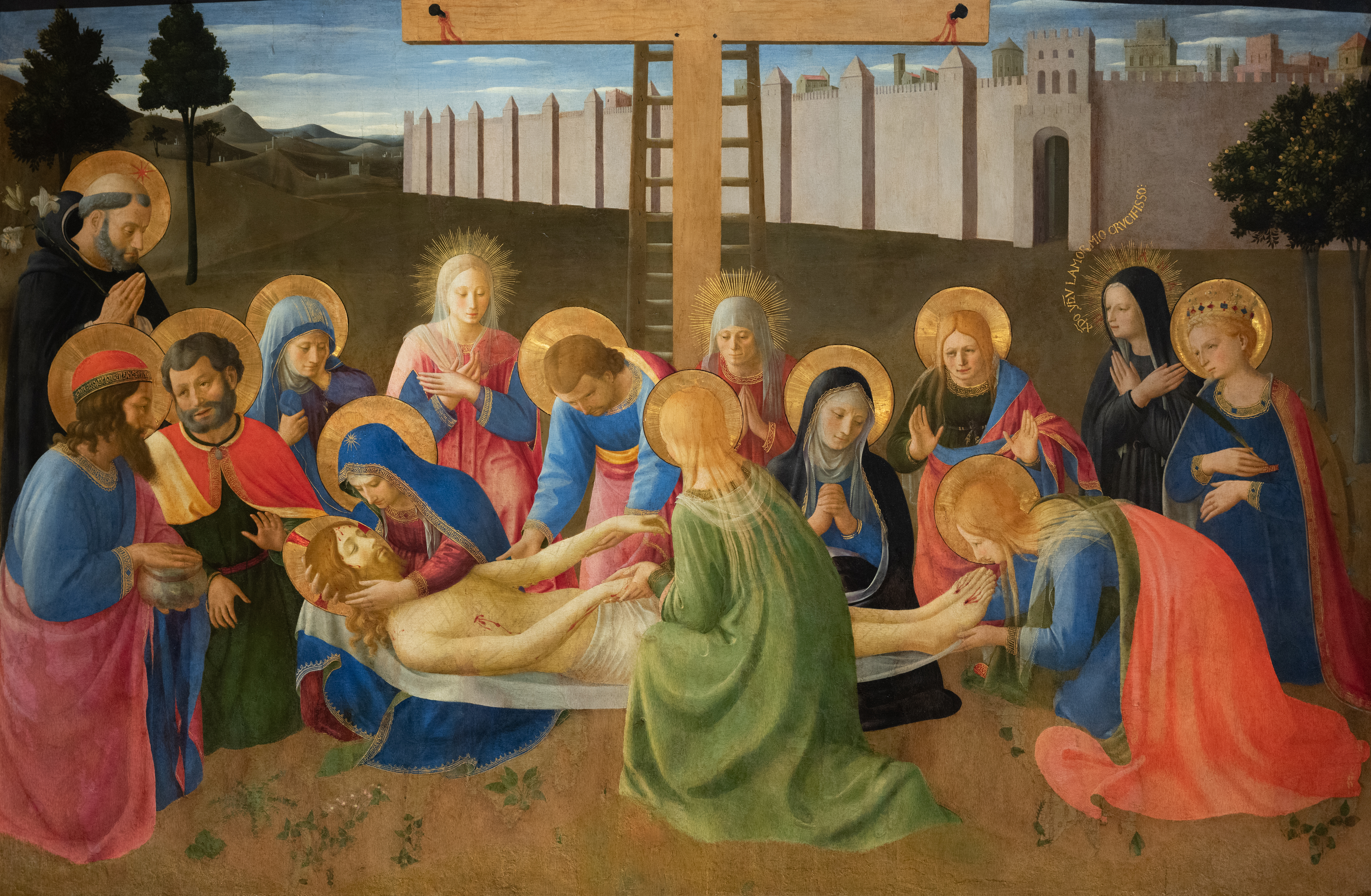
La Déposition de Croix  (Fra Angelico)
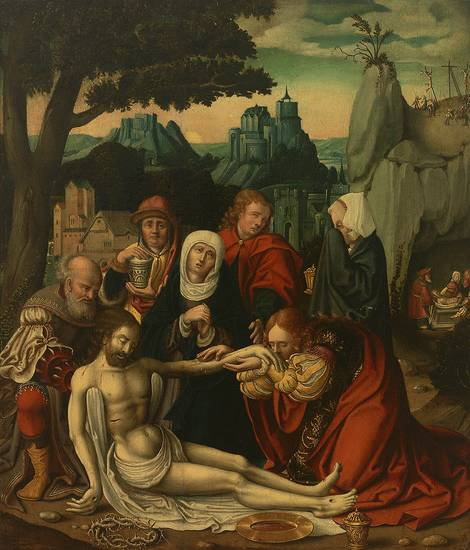
La Déploration et la Mise au tombeau (XVIe siècle)
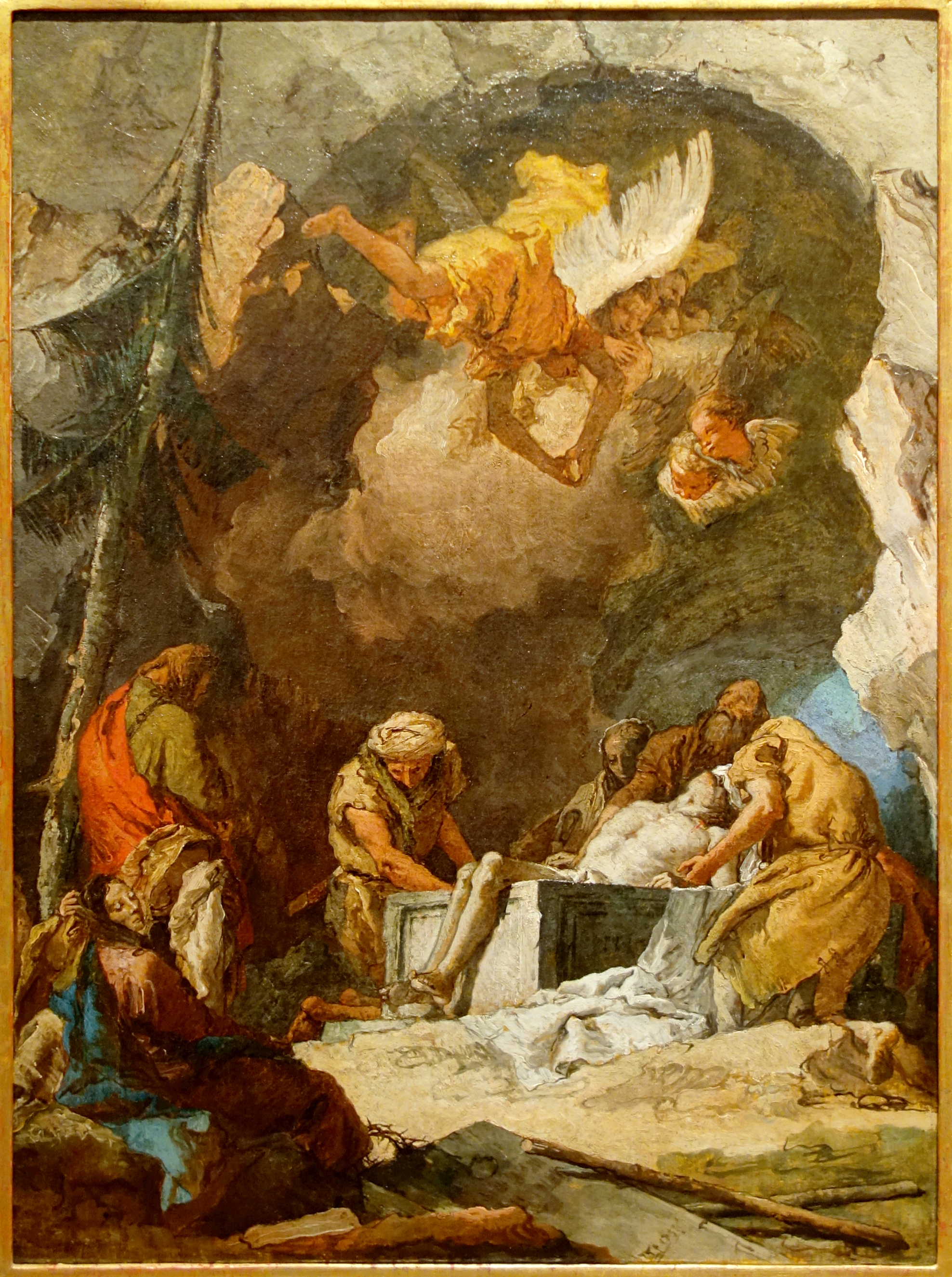
Déposition du Christ Giambattista Tiepolo, 1767-1770 Museu Nacional de Arte Antiga de Lisbonne